# Cyclosportieve

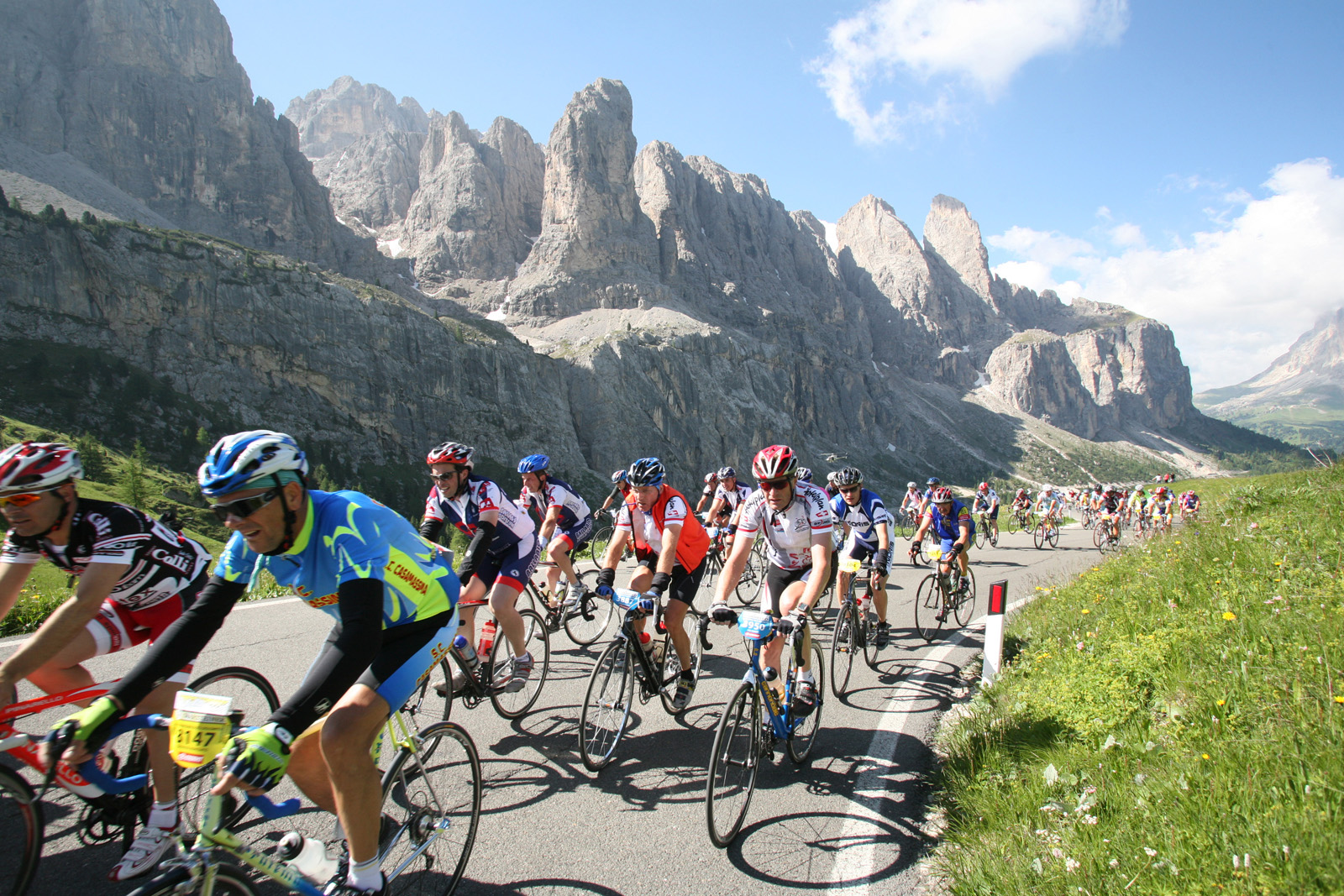
Dolomietenmarathon 2008.

Een cyclosportieve (ook wel granfondo of cyclo) is een fietsevenement voor fanatiekere wielrenners. Een cyclosportieve is een open wielerwedstrijd. Er is een gezamenlijke start, er wordt een klassement opgemaakt en er is een prijsuitreiking. Vaak wordt er gewerkt met leeftijdscategorieën van 19-34 jaar en daarna per 5 jaar, elk met eigen winnaars. Er is een tijdsregistratie, soms met korte neutralisaties omwille van de veiligheid. De deelnemers variëren van 'wielertoeristen' tot amateurs en ex-profs. Actieve profs zijn meestal welkom maar rijden vaak buiten mededinging mee. Het parcours van een cyclo is Italië en Spanje vaak verkeersvrij en in Duitsland altijd. In Frankrijk is dit minder vaak het geval. Het doel is om de cyclosportieve in een zo snel mogelijke tijd af te leggen.
Een van de oudste en bekendste cyclosportieven is La Marmotte - een tocht vanuit Bourg d'Oisans die voert over de Glandon, de Télégraphe en de Galibier om te eindigen met de beklimming naar Alpe d'Huez. Daarnaast zijn ook de Maratona dles Dolomites (Dolomietenmarathon) in Italië en de Ötztaler Radmarathon in Oostenrijk grote granfondo's. De Vélomédiane C. Criquielion is de bekendste cyclosportieve in België, alhoewel deze vanaf '22 nog steeds een korte wedstrijd is om reden van het verplicht afgesloten parcours. 
De organisatie van de Tour de France biedt elk jaar een cycloversie van een bergetappe aan als "l'Étape du Tour". In Italië wordt een cyclosportieve granfondo genoemd, in Duitsland Jedermanrennen en in Oostenrijk een Radmarathon. In Italië worden verreweg de meeste cyclosportieven georganiseerd, in totaal meer dan 200. In Noorwegen wordt jaarlijks ook een cyclosportieve georganiseerd, namelijk de Styrkeproven. Deze gaat in de midzomernacht van juni van Trondheim naar Oslo over een afstand van 540 km. De snelste rijden deze met een gemiddelde van boven de 40/uur. Winnaars zijn veelal wielrenners van een en dezelfde club, waarvan een groot peloton gezamenlijk het tempo hooghouden.

## Oorsprong van de term
De term cyclo wordt alleen gebruikt in Nederland, Frankrijk en België en is een afkorting van het Franse cyclosportive.
De term granfondo is afkomstig uit het Italiaanse Langlaufen. De Italiaanse benaming voor langlaufen is sci di fondo, letterlijk vertaald skiën op de bodem. Voor langere langlaufwedstrijden ontstond de benaming granfondo  (soms aan elkaar gespeld en soms als twee woorden). Later is de term overgewaaid naar het wielrennen. Ook bij het Roeien komt de term soms terug. Bij het wielrennen is in de meeste evenementen ook een korter parcours, de mediofondo genoemd.
De oudste granfondo ter wereld is ook afkomstig uit Italië. De Granfondo Nove Colli werd in 1971 voor het eerst georganiseerd en bestaat nog steeds.

## Granfondo's in Nederland en België
In Nederland bestaan met het verdwijnen van de Shimano Fiets Challenge in 2011 geen cyclo's meer, althans niet voor de racefiets. De Shimano Fiets Challenge hield op te bestaan omdat de organisatie geen vergunning meer kreeg. Wel zijn in Nederland diverse cyclo's voor de gravelbike, waaronder Gravel One Fifty. In Nederland mag een dergelijk evenement alleen georganiseerd worden op een volledig afgesloten parcours, wat het voor organisatoren lastig maakt zoiets te organiseren.
In 2022 zou de cyclo in Nederland terugkeren in Rotterdam (Granfondo Rotterdam by Tour de France), maar het evenement moest worden afgelast wegens een gebrek aan beveiligers.
In België bestaan twee cyclo's. De meest bekende is de Vélomédiane Claudy Criquiélion, een zware cyclo in de Belgische Ardennen. Vanaf 2022 hield deze cyclo echter op te bestaan omdat het niet mogelijk bleek het hele parcours autovrij te houden, wat wel nodig was voor het behoud van de vergunning. Het evenement ging wel door, maar dan als toertocht. In kleinere vorm werd een nieuwe cyclo georganiseerd op een afgesloten parcours genaamd Vélomédiane Le Defi. Deze kent echter slechts een parcours van 69 km en bovendien een deelnemerslimiet van 175.
België kent nog een tweede cyclo genaamd Espace Cycles.

## Bekende Granfondo's
- La Marmotte
- Maratona dles Dolomites
- Ötztaler Radmarathon
- Vélomédiane C. Criquielion
- l'Etape du Tour
- Mallorca 312
- Granfondo Strade Bianche
- Granfondo Mont Ventoux